# 愛知県道36号諸輪名古屋線

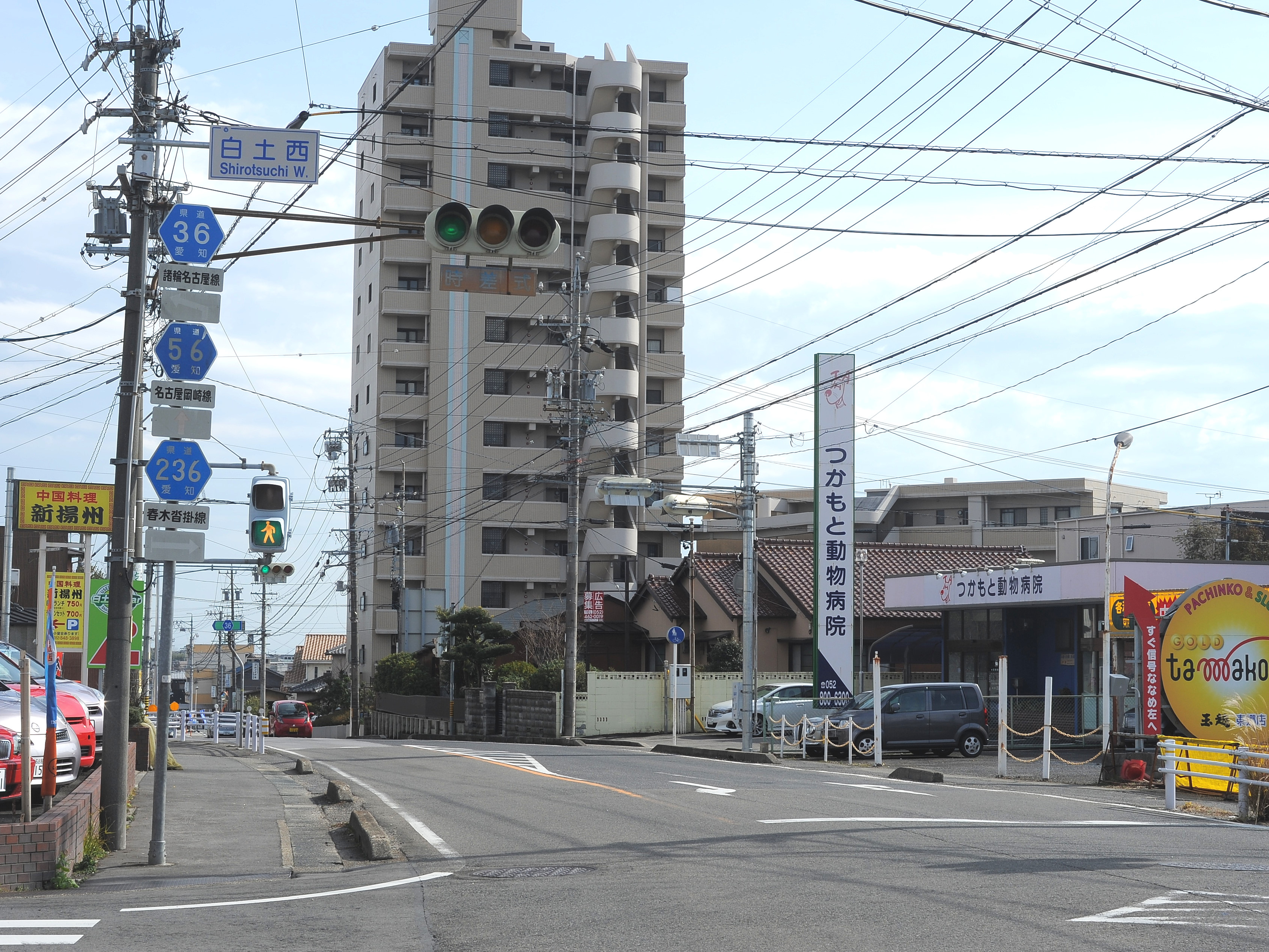
愛知県道56号名古屋岡崎線との重複区間（愛知郡東郷町大字春木）

愛知県道36号諸輪名古屋線（あいちけんどう36ごう もろわなごやせん）は、愛知県愛知郡東郷町北山台の北山台5丁目交差点から名古屋市港区船見町の船見町交差点を結ぶ主要地方道である。

## 概要
名古屋市緑区・南区内では東西方向の基幹路線として終日通行量が多い。しかし、東郷町 - 緑区白土までは一部1車線となるなど狭隘で曲がりくねった区間が多く、白土交差点の手前で渋滞しやすい点以外は交通量が比較的少ない。

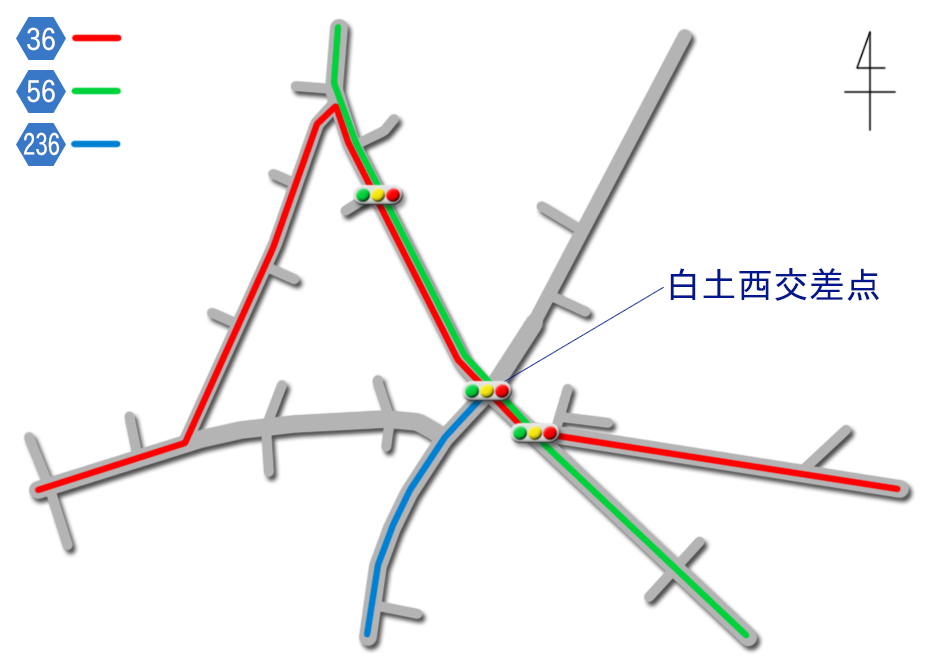
白土西交差点付近の地図と県道

愛知県道56号名古屋岡崎線および愛知県道236号春木沓掛線と交差する白土西交差点（東郷町春木白土 - 東郷町春木涼松）は、本県道が愛知県道56号および愛知県道236号と重複しつつ交差し合う複雑な形状をしている。その形状の複雑さと交通量の多さで著しい渋滞を起こしている。
本県道の経由する白土西交差点－白土南交差点間は、白土西交差点で愛知県道56号から左折後僅かに南下してから愛知県道236号と分岐して西へと伸びる最短距離のルート（市道名古屋春木線を挟む）ではなく、愛知県道56号と重複したまま北西方向へ300mほど進んだ先の信号機がないY字路を鋭角に左折して愛知県道56号と分岐し、車両通行帯（センターライン）のない狭路（この区間のみ40km/h規制、大型車通行禁止）で住宅街を南西方向に進み、突き当たりの片側一車線の道路（前述の最短経路の道路）へと合流して西に進む形となっている。また、県道56号と分岐するY字路では北進する交通に干渉しないよう、白土南方向からと赤池方向からの車両に対して右折禁止の規制がされており、白土南交差点方向からの車はこの規制により赤池方面へしか進めないため、県道36号を進み続けることができない。白土南交差点方面から赤池方面へ向かう車両は白土西交差点付近の渋滞を避けてこの狭路に入ることが多いが、れっきとした主要地方道であり、抜け道ではなくこれが正規のルートである。
2020年9月にはららぽーと愛知東郷の開店に併せてららぽーとの南側を通る本道路のバイパスが一部開通し、後に傍示本交差点 - 桝池北交差点間は東郷町役場南西・深池北・東郷消防署東の各交差点を経由するこちらが本ルートになり旧道は認定解除、町道桝池東郷中央線に格下げされた。

### 路線データ
- 起点：愛知県愛知郡東郷町北山台5丁目（北山台5丁目交差点）
- 終点：愛知県名古屋市港区船見町（船見町交差点）
- 延長：約17.5 km

## 沿革
- 1959年12月15日 認定
  - 県道番号36番はもと阿蔵本宿線が指定されていたが、同路線は1993年4月1日に国道473号に昇格。それに替わり1994年3月31日、愛知県道235号諸輪名古屋線が主要地方道に昇格。現在も235号は欠番である。

## 別名
- 鶴見通（名古屋市港区、南区、緑区）
- 丹後通（名古屋市南区）

## 地理

### 通過する自治体
- 愛知県
  - 愛知郡東郷町
  - 名古屋市（緑区、南区、港区）

### 交差・接続する道路
一部の地図では諸輪（かつての起点） - 北山台5丁目間も（主）36号と表示されるが当該道路は国道153号の旧道で現在は県道520号の単独区間。実際は国道153号バイパスと観音畑交差点で直交する東郷町道観音畑北山線が諸輪名古屋線の旧道である。
- 国道153号（豊田西バイパス）・愛知県道520号豊田東郷線（挙母街道）（北山台5丁目交差点）
- 愛知県道218号和合豊田線（北山交差点）
- 愛知県道57号瀬戸大府東海線（深池北交差点）
- 愛知県道56号名古屋岡崎線（平針街道）（白土交差点 - 緑区東神の倉3丁目1107付近で重複、別ルート：音貝小学校西交差点）
- 愛知県道236号春木沓掛線（白土西交差点）
- 名古屋市道赤松第11号線（鳴海町白土交差点：概要にある信号のない交差点の手前の信号）
- 名古屋市道白山黒石線第5号（熊ノ前西交差点：当交差点以西が4車線以上となる）
- 愛知県道56号名古屋岡崎線（新道）・名古屋市道東海橋線（東海通）（徳重交差点）
- 愛知県道220号阿野名古屋線（徳重交差点 - 平手交差点で重複）
- 国道302号（名古屋環状2号線）（滝ノ水橋東交差点）
- 愛知県道222号緑瑞穂線（旧東海道）（三皿交差点）
- 愛知県道59号名古屋中環状線（最中交差点）
- 愛知県道223号笠寺星崎線（名南高校西交差点）
- 国道1号（星崎1丁目交差点）
- 名古屋高速3号大高線（星崎入口：南野2丁目交差点から市道経由）
- 国道23号（名四国道）（丹後通交差点）
- 国道247号（柴田本通1丁目交差点）
- 愛知県道55号名古屋半田線・愛知県道225号名古屋東港線（船見町交差点）

## 沿線
- 東郷町役場
- ららぽーと愛知東郷
- 尾三消防組合 東郷消防署
- ヤマナカ白土フランテ館
- 扇川：緑区内で当県道の南側を並行
- 名古屋市営バス緑営業所
- 名古屋市営地下鉄桜通線 徳重駅
- ヒルズウォーク徳重ガーデンズ
  - ピアゴ ラ フーズコア徳重店
- ユメリア徳重
  - 緑区役所徳重支所
  - 三菱UFJ銀行徳重支店
- バロー鳴海店
- ドン・キホーテ緑店
- 緑スポーツセンター
- 緑保健センター
- 名古屋市立緑高等学校
- みどり市民病院
- なるぱーく
- 天白川（星園橋）
- 愛知県立名古屋工科高等学校
- 名鉄名古屋本線 本星崎駅
- 三井化学名古屋工場
- 大同特殊鋼星崎工場
- ヤマナカ柴田店
- 大同病院・だいどうクリニック
- 大同大学

## 課題のある踏切道
愛知県名古屋市南区星崎町および阿原町で当県道は名鉄名古屋本線と交差する。この交差点に踏切（鳴海8号）が設置されているが、当踏切は国土交通省により「課題のある踏切道」に選定されている。この踏切は自動車のボトルネックとなっており立体交差化が予定されている（ただし目標年度は未定）。